# Andre Zalbertus

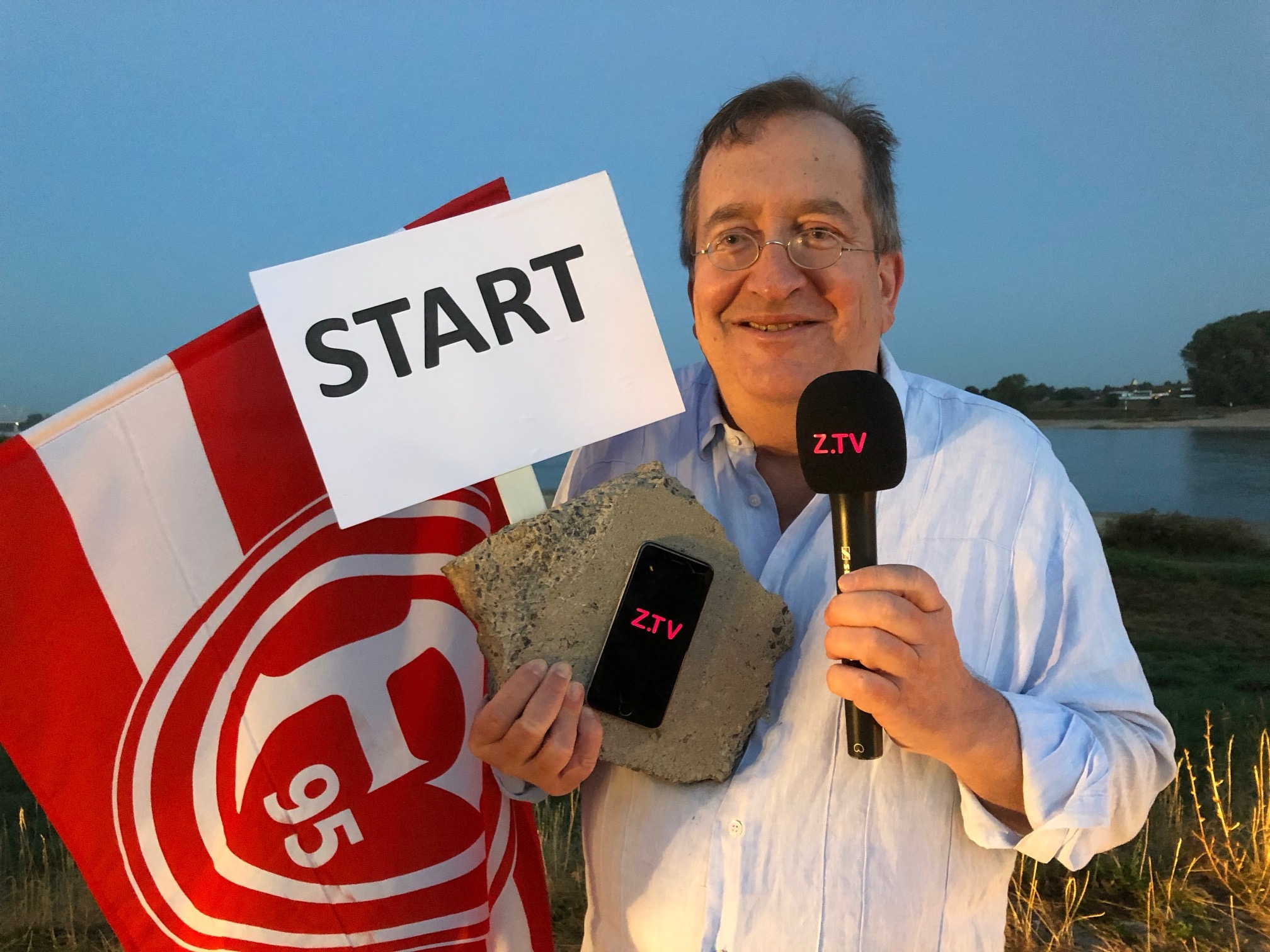
Andre Zalbertus (2018)

Andre Zalbertus (* 30. März 1960 in Düsseldorf) ist ein deutscher Fernsehjournalist und Buchautor. Er war Gründer der AZ Media GmbH sowie vormals Geschäftsführer der beiden gleichnamigen Kölner und Düsseldorfer Lokalfernsehsender center.tv.

## Leben und Wirken
Der Historiker und Germanist Zalbertus arbeitete 1989 als Reporter in Berlin für das ZDF. Von 1990 bis 1994 war er als Auslandskorrespondent für RTL in Russland tätig. Seit 1997 verfügt er über einen Lehrauftrag an der Deutschen Journalistenschule in München. In seiner Produktionsfirma AZ Media bildete er in Zusammenarbeit mit Michael Rosenblum als einer der ersten in Deutschland junge Nachwuchsreporter zu Videojournalisten aus. In der Medienszene ist er wegen seiner Favorisierung des Videojournalismus umstritten. Zalbertus selbst macht keinen Hehl daraus, dass es auch Kostengründe sind, die ihn zum Einsatz von Videojournalisten anstelle regulärer Fernsehautoren bewegen.
Er gründete 2005 den Lokalsender center.tv Köln. Zalbertus verkaufte sein Unternehmen AZ Media GmbH 2007 an die Verlagsgruppe Madsack. 2007 gründete er die centerstone AG als Muttergesellschaft für die zurzeit vier Firmen (center.tv-GmbH).
2008 nahm er als „geheimer Helfer“ bei der gleichnamigen Sendung auf Sat.1 teil.
Von August 2013 bis August 2014 bekleidete Zalbertus den Posten des Geschäftsführers der Carlsplatz GmbH in Düsseldorf.
Am 1. September 2018 startete Andre Zalbertus mit der Zalbertus Media Group Corp. AG von Vancouver (Kanada, ISIN: CA98888M1023) und Düsseldorf aus seine tägliche Live-Sendung bei Facebook mit Good News für eine bessere Welt. Die Themengebiete sind Essen, Trinken, Fußball und Musik.

## Ehrungen und Auszeichnungen
- 1997: Bayerischer Fernsehpreis für die Dokumentation Einmal Hölle und zurück
- 2003: Bayerischer Fernsehpreis für die Sendung Kanzler, Krisen, Koalitionen
- 2003: Mitteldeutscher Fernsehpreis
- 2003: New York Festivals Award

## Veröffentlichungen
- Andre Zalbertus, Michael Rosenblum: Videojournalismus. Uni-Edition, Berlin 2003, ISBN 978-3-937151-10-6.
- Andre Zalbertus, Adrian Geiges: Russland Explosiv. Reportagen aus dem wilden Osten. vgs, Köln 1994, ISBN 3-8025-2290-7.
- Joachim Rieger, Andre Zalbertus: Uns Kölsche WM 2006 - Zosamme luure, fiere un gewenne. Center.tv, Köln 2006, ISBN 3-00-019337-5. (Fotoband)
- Andre Zalbertus, Markus Brauckmann: Fernsehen - Internet - Zeitung: So werden Sie Hobby-Reporter. Brunomedia, Köln 2007, ISBN 978-3-9809607-6-2.